# UEFA
Die Union of European Football Associations (offiziell französisch Union des associations européennes de football [ˈɥɛfa]; deutsch Union Europäischer Fußballverbände [uˈeːfa] genannt), kurz UEFA [juːˈeɪfə], ist der europäische Fußballverband. Die UEFA ist ein gemeinnütziger Verein im Sinne der Artikel 60 ff. des Schweizerischen Zivilgesetzbuches und im Handelsregister eingetragen.
Die UEFA ist eine der sechs Kontinental-Konföderationen des Weltfußballverbandes FIFA und umfasst 55 nationale Fußballverbände einzelner Länder und Gebiete, die nicht alle innerhalb der geographischen Grenzen Europas liegen.

## Geschichte
Die UEFA wurde am 15. Juni 1954 in Basel 1 im Anschluss an Gespräche der Verbände aus Frankreich, Belgien und Italien gegründet. Laut Gründungsprotokoll waren von 31 Verbänden aus Europa, die der FIFA angehörten, 25 anwesend und 2 weitere (Wales und Rumänien) ließen sich vertreten. Bis zum 1. Kongress der UEFA (ab 2. März 1955 in Wien) waren die übrigen ebenfalls beigetreten, zusätzlich sollte dort die Türkei aufgenommen werden.

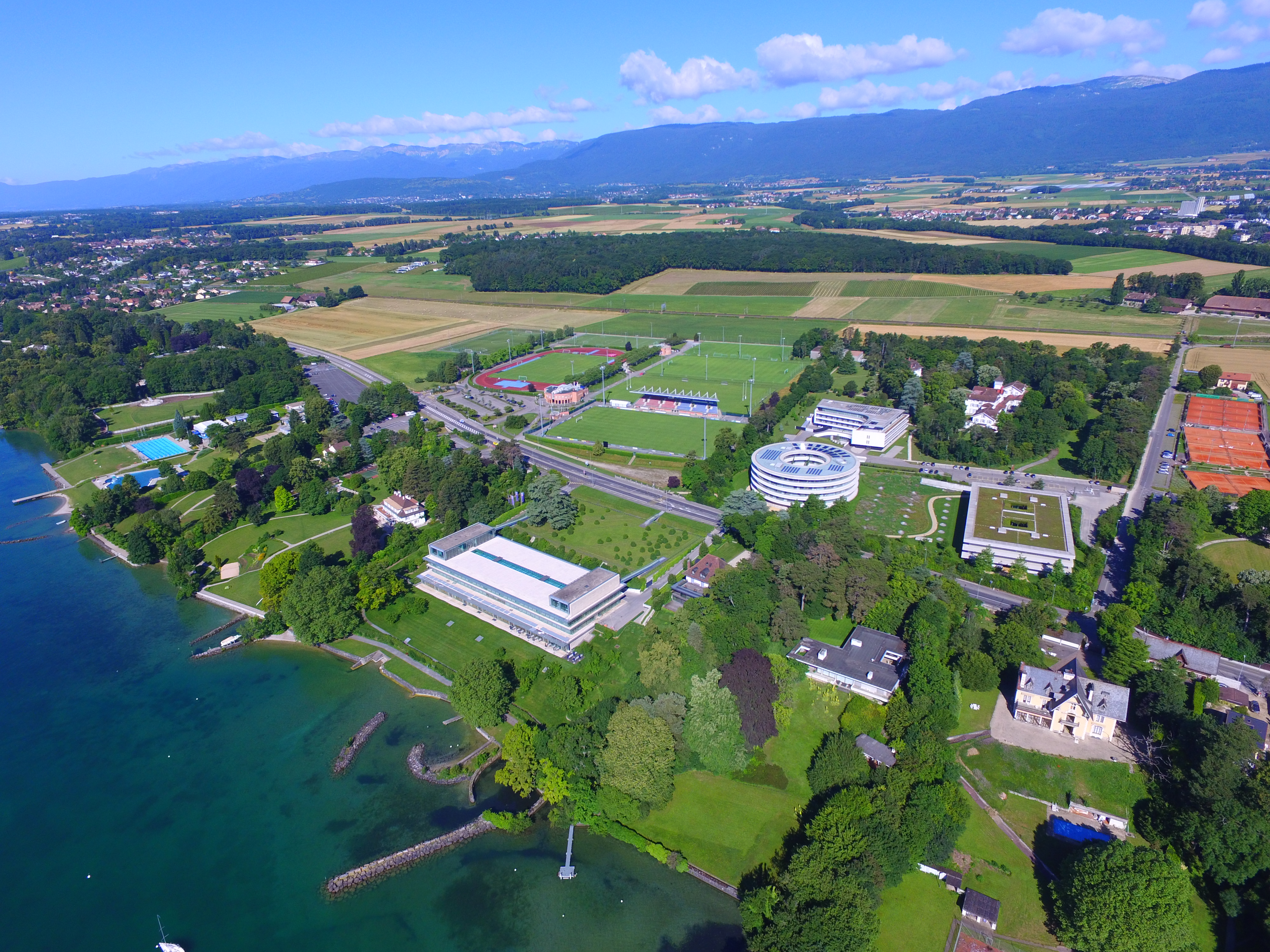
Areal des UEFA-Hauptquartiers in Nyon mit dem alten UEFA-Verwaltungsgebäude unmittelbar am Genfersee und dem dahinter liegenden kreisförmigen UEFA-Neubau La Clairière (2016)

Sitz der UEFA war Paris, bis sie 1959 nach Bern umzog. Seit 1995 befindet sich der Verwaltungssitz in Nyon, Schweiz.
Im Zuge des russischen Überfalls auf die Ukraine 2022 hat die Schweizer Sportministerin Viola Amherd laut dem Tages-Anzeiger im April 2022 dem Präsidenten des Internationalen Olympischen Komitees (IOC) Thomas Bach einen Brief geschrieben, worin sie das IOC auffordert, dafür zu sorgen, dass internationale Sportverbände, darunter auch die UEFA, russische Funktionäre von ihren Ämtern ausschließen.

## Organisation

### Präsident
| Name | Amtszeit                                 |
| --- | ---------------------------------------- |
| Ebbe Schwartz (†) | 22. Juni 1954 – 17. April 1962           |
| Gustav Wiederkehr (†) | 17. April 1962 – 7. Juli 1972            |
| Sándor Barcs (†) (Interim) | 7. Juli 1972 – 15. März 1973             |
| Artemio Franchi (†) | 15. März 1973 – 12. August 1983          |
| Jacques Georges (†) | Interim: 12. August 1983 – 26. Juni 1984 |
| Jacques Georges (†) | 26. Juni 1984 – 19. April 1990           |
| Lennart Johansson (†) | 19. April 1990 – 26. Januar 2007*        |
| Michel Platini | 26. Januar 2007 – 8. Oktober 2015**      |
| Ángel María Villar (Interim) | 9. Oktober 2015 – 13. September 2016     |
| Aleksander Čeferin | 14. September 2016 – amtierend           |
| * Johansson war danach bis zu seinem Tod Ehrenpräsident der UEFA ** Am 8. Oktober 2015 durch die FIFA-Ethikkommission für 90 Tage suspendiert und am 21. Dezember 2015 für zunächst acht, in letzter Instanz am 9. Mai 2016 für vier Jahre als Fußballfunktionär gesperrt. |                                          |

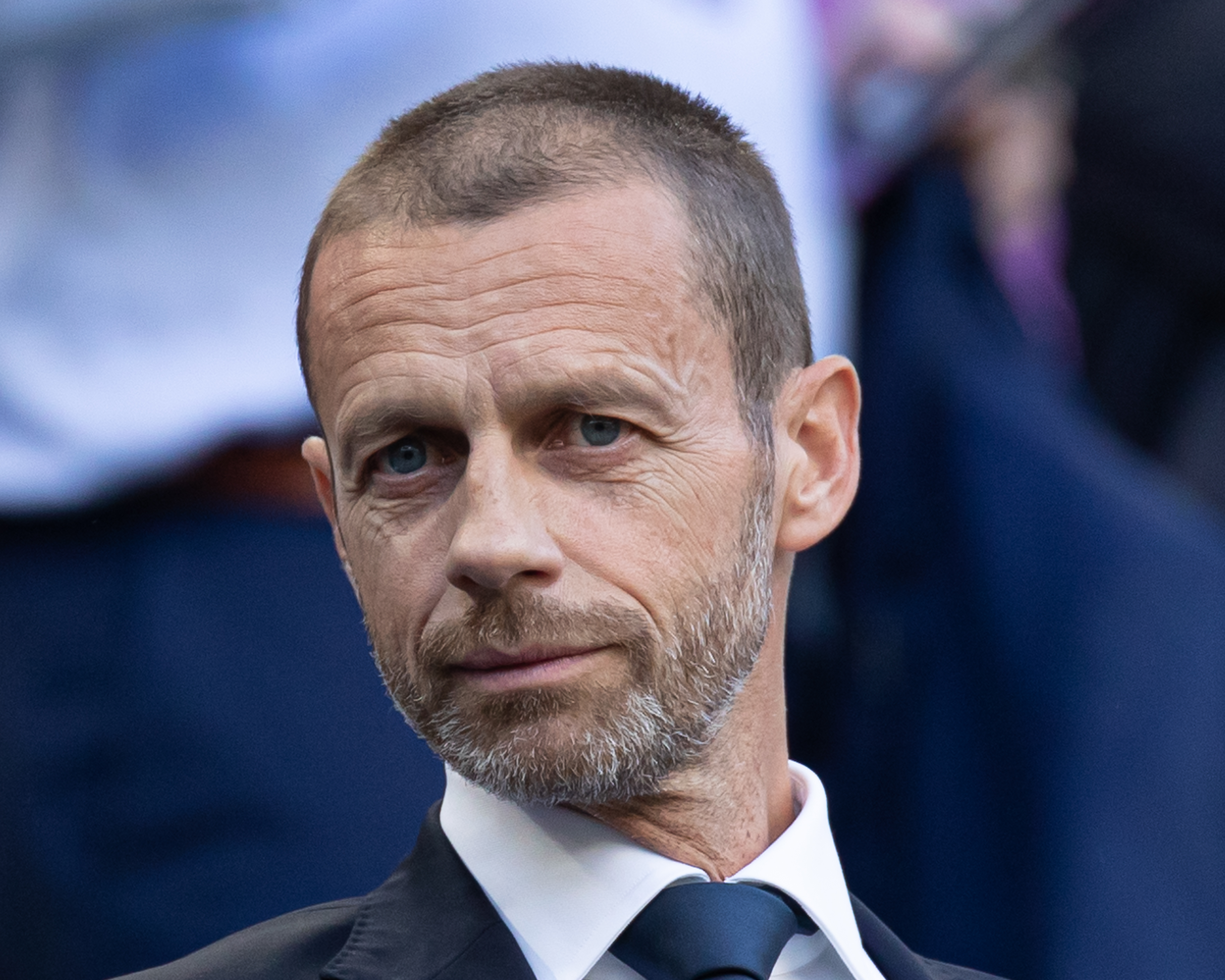
Amtierender Präsident Aleksander Čeferin

Der Schwede Lennart Johansson war der erste amtierende UEFA-Präsident, der abgewählt wurde; er unterlag am 26. Januar 2007 mit 23 zu 27 Stimmen (bei 2 ungültigen) gegen den Herausforderer Michel Platini.
Platini, der 2011 und 2015 jeweils als Präsident bestätigt worden war, trat am 9. Mai 2016 zurück, nachdem er diese Funktion bereits seit dem 8. Oktober 2015 nicht mehr hatte ausüben dürfen. Bis zum Bestimmen eines Nachfolgers war das Amt des Präsidenten vakant, die Aufgaben übte gemäß den UEFA-Statuten Ángel María Villar als höchstrangiger Vizepräsident aus; er wurde aber von der UEFA ausdrücklich nicht als Interims-Präsident betrachtet.
Am 14. September 2016 wurde Aleksander Čeferin, zu diesem Zeitpunkt Präsident des slowenischen Fußballverbandes NZS zum neuen Präsidenten der UEFA gewählt. Am 7. Februar 2019 wurde er für weitere vier Jahre im Amt bestätigt. Am 5. April 2023 wurde er per Akklamation für weitere vier Jahre gewählt. 2027 will er nicht erneut antreten.
Der UEFA-Präsident ist zugleich automatisch Vizepräsident der FIFA.

### Generalsekretär und Administration
Der Generalsekretär (auch als CEO bezeichnet, von 1999 bis 2007 war die Bezeichnung Generaldirektor) der UEFA ist für die Erledigung des Tagesgeschäfts zuständig. Der Generalsekretär und der Präsident der UEFA werden in ihrer Arbeit durch die Administration unterstützt. Die Administration besteht aus den vier Bereichen Wettbewerbe, Nationalverbände, Finanzen und Marketing.

#### Leitung des Generalsekretariats
- Generalsekretär: Theodoros Theodoridis
- Stellvertretender Generalsekretär: Giorgio Marchetti
- Direktor Finanzen: Josef Koller[19]
- Direktor Wettbewerbe: Giorgio Marchetti[20]
- Leiter der Vereinswettbewerbe: Michael Heselschwerdt
- Leiter der Wettbewerbe der Nationalmannschaften: Lance Kelly

#### Liste der UEFA-Generalsekretäre
| Name                       | Amtszeit                                    |
| -------------------------- | ------------------------------------------- |
| Henri Delaunay (†)         | 22. Juni 1954 – 9. November 1955            |
| Pierre Delaunay (†)        | Interim: 10. November 1955 – 7. Juni 1956   |
| Pierre Delaunay (†)        | 8. Juni 1956 – 31. Dezember 1959            |
| Hans Bangerter (†)         | 1. Januar 1960 – 31. Dezember 1988          |
| Gerhard Aigner (†)         | 1. Januar 1989 – 31. Dezember 2003          |
| Lars-Christer Olsson       | 1. Januar 2004 – 31. Januar 2007            |
| Gianni Infantino (Interim) | Interim: 1. Februar 2007 – 31. Mai 2007     |
| David Taylor (†)           | 1. Juni 2007 – 30. September 2009           |
| Gianni Infantino           | 1. Oktober 2009 – 26. Februar 2016          |
| Theodoros Theodoridis      | Interim: 27. März 2016 – 13. September 2016 |
| Theodoros Theodoridis      | 14. September 2016 – amtierend              |

#### Exekutivkomitee
Das Exekutivkomitee ist das Aufsichtsgremium der UEFA. Es besteht aus 17 Mitgliedern, dem Präsidenten und 16 weiteren Mitgliedern, von denen jeweils die Hälfte alle zwei Jahre gewählt wird. Die Amtszeit eines Mitglieds beträgt somit vier Jahre. Aus dem Exekutivkomitee werden vier Vizepräsidenten und ein Schatzmeister gewählt.
Präsident
- Aleksander Čeferin (Slowenien)

Vizepräsidenten
- Karl-Erik Nilsson (Schweden) – Erster Vizepräsident
- Zbigniew Boniek (Polen)
- Gabriele Gravina (Italien) – FIFA Vizepräsident
- David Gill (England), Schatzmeister der UEFA
- Laura McAllister (England)
- Armand Duka (Albanien)

Mitglieder
- Philippe Diallo (Frankreich)
- Alexander Dyukov (Russland)
- Petr Fousek (Tschechien)
- Lewan Kobiaschwili (Georgien)
- Jesper Møller (Dänemark)
- Andrii Pavelko (Ukraine)
- Just Spee (Niederlande)
- Hans-Joachim Watzke (Deutschland)
- Servet Yardımcı (Türkei)
- Nasser Al-Khelaifi – ECA-Vertreter
- Miguel Ángel Gil Marín – ECA-Vertreter

### Weitere Gremien
- Strategischer Beirat für Berufsfußball: Vorsitzender Michel Platini (Frankreich)
- Kontroll- und Disziplinarkammer: Vorsitzender Thomas Partl (Österreich)
- Berufungsrat: Vorsitzender Pedro Tomás Marques (Spanien)
- Disziplinarinspektoren: Chefinspektor Chris Georghiades (Zypern)
- Finanzkontrollausschuss für Klubs: Vorsitzender Jean-Luc Dehaene (Belgien)
- Kommission für Landesverbände: Vorsitzender Şenes Erzik (Türkei)
- Finanzkommission: Vorsitzender Marios Lefkaritis (Zypern)
- Schiedsrichterkommission: Vorsitzender Pierluigi Collina (Italien)
- Kommission für Nationalmannschaftswettbewerbe: Vorsitzender Hryhorij Surkis (Ukraine)
- Kommission für Klubwettbewerbe: Vorsitzender Michael van Praag (Niederlande)
- Kommission für Junioren- und Amateurfussball: Vorsitzender Jim Boyce (Nordirland)
- Kommission für Frauenfußball: Vorsitzende Karen Espelund (Norwegen)
- Kommission für Futsal und Beach Soccer: Vorsitzender Borislaw Michajlow (Bulgarien)
- HatTrick-Kommission: Vorsitzender Allan Hansen (Dänemark)
- Kommission für Entwicklung und technische Unterstützung: Vorsitzender Giancarlo Abete (Italien)
- Klublizenzierungskommission: Vorsitzender Avraham Luzon (Israel)
- Kommission für Stadien und Sicherheit: Vorsitzender František Laurinec (Slowakei)
- Medizinische Kommission: Vorsitzender Michel D’Hooghe (Belgien)
- Kommission für den Status und Transfer von Spielern sowie für Spieler- und Spielvermittler: Vorsitzender Geoff Thompson (England)
- Kommission für Rechtsfragen: Vorsitzender Theo Zwanziger (Deutschland)
- Beratungskommission für Marketingfragen: Vorsitzender Sergei Fursenko (Russland)
- Medienkommission: Vorsitzender Witali Mutko (Russland)
- Kommission für Fairplay und soziale Verantwortung: Vorsitzender Peter Gilliéron (Schweiz)
- Fußballkommission: Vorsitzender Mircea Sandu (Rumänien)
- Europäische Mitglieder des FIFA-Exekutivkomitees: Vizepräsidenten: Jim Boyce (Nordirland), Michel Platini (Frankreich), Ángel María Villar (Spanien); Mitglieder: Michel D’Hooghe (Belgien), Şenes Erzik (Türkei), Marios Lefkaritis (Zypern), Witali Mutko (Russland), Theo Zwanziger (Deutschland)
- UEFA-Ehrenmitglieder: Gerhard Aigner (Deutschland), Hans Bangerter (Schweiz), Egidius Braun † (Deutschland), Des Casey (Irland), Jean Fournet-Fayard (Frankreich), Wjatscheslaw Koloskow (Russland), Gerhard Mayer-Vorfelder † (Deutschland), Antonio Matarrese (Italien), Joseph Mifsud (Malta), Per Ravn Omdal (Norwegen), Giangiorgio Spiess (Schweiz)

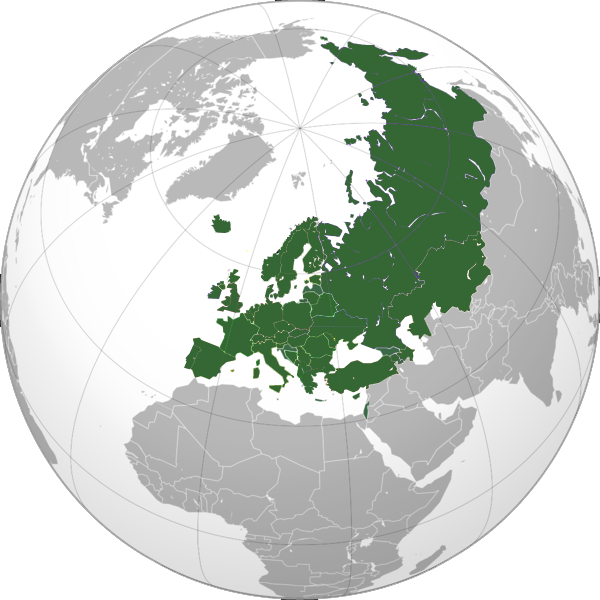
Gebiet der UEFA-Mitgliedsverbände

### Vermarktung
Die TEAM Marketing AG in Luzern ist der offizielle Vermarkter und verkauft die Übertragungsrechte für alle UEFA-Veranstaltungen an die jeweiligen Medienpartner.
Die Mediendienste der UEFA sind für die Betreuung der Medienvertreter zuständig. Zudem produzieren sie alle Bilder aus den Stadien und wählen über einen Rohschnitt eigene Bilder aus. Bei der Europameisterschaft 2016 legten ARD und ZDF Beschwerde bei der UEFA ein, weil die UEFA-Bildregie Bilder von einem Flitzer und Ausschreitungen während eines Spiels nicht zeigte.

### Offizielle Sprachen
Die UEFA arbeitet seit ihrer Gründung mit drei offiziellen Sprachen: Englisch, Französisch und Deutsch.

## Mitgliedsverbände

### Derzeitige Mitgliedsverbände
Der UEFA gehören derzeit 55 Landesverbände an. Das jüngste Mitglied ist Kosovo, dessen Verband am 3. Mai 2016 als Vollmitglied anerkannt wurde.
| Land                    | Verband                                                | Beitritt |
| ----------------------- | ------------------------------------------------------ | -------- |
| Albanien                | Federata Shqiptare e Futbollit (FSHF)                  | 1954     |
| Andorra                 | Federació Andorrana de Futbol (FAF)                    | 1996     |
| Armenien                | Hajastani foutbol federazia (FFA)                      | 1992     |
| Aserbaidschan           | Azərbaycan Futbol Federasiyaları Assosiasiyası (AFFA)  | 1994     |
| Belarus                 | Belaruskaja Federazyja Futbola (BFF)                   | 1993     |
| Belgien                 | Koninklijke Belgische Voetbalbond (KBVB)               | 1954     |
| Bosnien und Herzegowina | Nogometni/Fudbalski Savez Bosne i Hercegovine (NFSBIH) | 1998     |
| Bulgarien               | Bulgarski futbolen Sojus (BFS)                         | 1954     |
| Dänemark                | Dansk Boldspil-Union (DBU)                             | 1954     |
| Deutschland             | Deutscher Fußball-Bund (DFB)                           | 1954     |
| England                 | The Football Association (FA)                          | 1954     |
| Estland                 | Eesti Jalgpalli Liit (EJL)                             | 1992     |
| Färöer                  | Fótbóltssamband Føroya (FSF)                           | 1990     |
| Finnland                | Suomen Palloliitto (SPL)                               | 1954     |
| Frankreich              | Fédération Française de Football (FFF)                 | 1954     |
| Georgien                | Georgian Football Federation (GFF)                     | 1992     |
| Gibraltar               | Gibraltar Football Association (GFA)                   | 2013     |
| Griechenland            | Elliniki Podosferiki Omospondia (EPO)                  | 1954     |
| Irland                  | Football Association of Ireland (FAI)                  | 1954     |
| Island                  | Knattspyrnusamband Íslands (KSI)                       | 1954     |
| Israel                  | Israel Football Association (IFA)                      | 1994     |
| Italien                 | Federazione Italiana Giuoco Calcio (FIGC)              | 1954     |
| Kasachstan              | Qasaqstannyng Futbol Federazijassy (KFF)               | 2002     |
| Kosovo                  | Federata e Futbollit e Kosovës (FFK)                   | 2016     |
| Kroatien                | Hrvatski nogometni savez (HNS)                         | 1993     |
| Lettland                | Latvijas Futbola federācija (LFF)                      | 1992     |
| Liechtenstein           | Liechtensteiner Fussballverband (LFV)                  | 1974     |
| Litauen                 | Lietuvos futbolo federacija (LFF)                      | 1992     |
| Luxemburg               | Fédération Luxembourgeoise de Football (FLF)           | 1954     |
| Malta                   | Malta Football Association (MFA)                       | 1960     |
| Moldau                  | Federația Moldovenească de Fotbal (FMF)                | 1993     |
| Montenegro              | Fudbalski savez Crne Gore (FSCG)                       | 2007     |
| Niederlande             | Koninklijke Nederlandse Voetbal Bond (KNVB)            | 1954     |
| Nordirland              | Irish Football Association (IFA)                       | 1954     |
| Nordmazedonien          | Fudbalska Federacija na Makedonija (FFM)               | 1994     |
| Norwegen                | Norges Fotballforbund (NFF)                            | 1954     |
| Österreich              | Österreichischer Fußball-Bund (ÖFB)                    | 1954     |
| Polen                   | Polski Związek Piłki Nożnej (PZPN)                     | 1955     |
| Portugal                | Federação Portuguesa de Futebol (FPF)                  | 1954     |
| Rumänien                | Federația Română de Fotbal (FRF)                       | 1954     |
| Russland                | Rossijski Futbolny Sojus (RFS)                         | 1954*    |
| San Marino              | Federazione Sammarinese Giuoco Calcio (FSGC)           | 1988     |
| Schottland              | Scottish Football Association (SFA)                    | 1954     |
| Schweden                | Svenska Fotbollförbundet (SFF)                         | 1954     |
| Schweiz                 | Schweizerischer Fussballverband (SFV)                  | 1954     |
| Serbien                 | Fudbalski savez Srbije (FSS)                           | 1954**   |
| Slowakei                | Slovenský futbalový zväz (SFZ)                         | 1993     |
| Slowenien               | Nogometna zveza Slovenije (NZS)                        | 1994     |
| Spanien                 | Real Federación Española de Fútbol (RFEF)              | 1954     |
| Tschechien              | Českomoravský Fotbalový Svaz (ČMFS)                    | 1954***  |
| Türkei                  | Türkiye Futbol Federasyonu (TFF)                       | 1962     |
| Ukraine                 | Ukrajinska Assoziazija Futbolu (UAF)                   | 1992     |
| Ungarn                  | Magyar Labdarúgó Szövetség (MLSZ)                      | 1954     |
| Wales                   | Football Association of Wales (FAW)                    | 1954     |
| Zypern                  | Cyprus Football Association (CFA)                      | 1962     |

* Als Sowjetunion

** Als Jugoslawien

*** Als Tschechoslowakei
Von den 47 Staaten in Europa sind Monaco und die Vatikanstadt keine Mitglieder der UEFA. Färöer, Gibraltar und Kosovo sind keine unabhängigen Staaten bzw. nicht allgemein anerkannt, stellen aber Nationalmannschaften. Das Vereinigte Königreich hat keine eigene Mannschaft, da aus historischen Gründen dessen Landesteile England, Nordirland, Schottland und Wales jeweils eigene Nationalmannschaften stellen. Mit der Aufnahme des Überseegebietes Gibraltar haben die Ligen des Vereinigten Königreichs mittlerweile 9 Startplätze für die UEFA Champions League, 3 Startplätze für die UEFA Europa League, sowie 12 für die UEFA Conference League.

### Suspendierte Mitgliedschaft
1992 wurde der jugoslawische Verband Fudbalski savez Jugoslavije infolge der Jugoslawienkriege und der deshalb verhängten UN-Sanktionen von UEFA-Wettbewerben ausgeschlossen. Als Folge konnte die sportlich qualifizierte Mannschaft Jugoslawiens nicht an der EM-Endrunde 1992 teilnehmen. Für sie rückte die Auswahl Dänemarks nach, die später Europameister wurde. In der Saison 1995/96 nahm mit Roter Stern Belgrad erstmals wieder ein jugoslawischer Verein am UEFA-Cup teil; die A-Nationalmannschaft Jugoslawiens startete wieder 1996 in der Qualifikation zur Fußball-WM 1998.
Am 1. April 2011 wurde die Mitgliedschaft des bosnisch-herzegowinischen Fußballverbandes in beiden Organisationen suspendiert, da dieser die Mitglieds-Voraussetzungen nicht erfüllte. Somit waren die Nationalmannschaft sowie alle Vereine Bosnien und Herzegowinas bis auf Weiteres von den internationalen Wettbewerben der UEFA und der FIFA ausgeschlossen. Am 28. Mai 2011 (UEFA) bzw. am 30. Mai 2011 (FIFA) wurde die Suspendierung mit sofortiger Wirkung aufgehoben.
Am 28. Februar 2022 wurde der russische Verband Rossijski Futbolny Sojus als Reaktion auf den russischen Überfall auf die Ukraine, von allen internationalen Wettbewerben der UEFA und der FIFA ausgeschlossen. Die Maßnahme gilt bis auf weiteres, so das UEFA-Exekutivkomitee im Februar 2022. Die russische Nationalmannschaft der Männer wurde von den Qualifikationen der WM 2022 in Katar und für die EM 2024 in Deutschland ausgeschlossen, für die Qualifikation der WM 2026 in Nordamerika wurde noch keine Entscheidung verkündet. Die Frauennationalmannschaft verpasste die Qualifikation der EM 2025 in der Schweiz. Für die Champions League, die Europa League und die Conference League der Saison 2024/25 ist Russland ebenfalls ausgeschlossen.

### Ehemalige Mitgliedsverbände
Das Saarland (SFB) war bis 1956 eigenständiges Mitglied und kehrte dann in den DFB zurück (der 1. FC Saarbrücken nahm 1955/56 für das Saarland am ersten Europapokal teil).
Der DFV der Deutschen Demokratischen Republik war von 1954 bis zu seiner Auflösung am 20. November 1990 Mitglied der UEFA. Noch vor der Wiedervereinigung zog sich die DDR-Nationalmannschaft aus sämtlichen UEFA- und FIFA-Veranstaltungen zurück. Das letzte Spiel einer DDR-Nationalmannschaft fand am 12. September 1990 in Brüssel statt. Gastgeber Belgien verlor mit 0:2. Letztmals qualifizierten sich 1991/92 Vereine über Startplätze der DDR zum UEFA-Cup, gemäß der Fünfjahreswertung von 1989/90.
Da die Tschechoslowakei (Československý fotbalový svaz) sich im Zuge der Reformen des Ostblocks zum Jahreswechsel 1992/93 in Tschechien und Slowakei aufgespaltet hatte, existiert auch keine gemeinsame Nationalmannschaft mehr. Die beiden neuen Staaten besitzen seit 1994 eigene Verbände. Die Mannschaft der Tschechoslowakei begann 1992 noch die Qualifikationsrunde zur WM '94, die letzten Spiele der erfolglosen Qualifikation wurden 1993 als Auswahl der Tschechen und Slowaken bestritten.
Ab 1954 war für die Sowjetunion die Federazija Futbola SSSR Mitglied der UEFA. Die sowjetische Nationalmannschaft gewann die Fußball-Europameisterschaft 1960 und wurde zweimal Olympiasieger (1956 und 1988). Mit der Auflösung der Sowjetunion Ende 1991 endete auch die Mitgliedschaft der Federazija Futbola SSSR in UEFA und FIFA; an ihrer Stelle traten die meisten Mitgliedsverbände der Nachfolgestaaten der Sowjetunion der UEFA bei (keine Mitglieder der UEFA, sondern der asiatischen Konföderation AFC sind die Verbände Kirgisistans, Tadschikistans, Turkmenistans und Usbekistans; der Verband Kasachstans war zunächst Mitglied der AFC und wechselte 2002 zur UEFA). An der Endrunde der Fußball-Europameisterschaft 1992 nahm die ehemalige sowjetische Nationalmannschaft als GUS teil.
Ebenfalls ab 1954 war für Jugoslawien der Verband Fudbalski savez Jugoslavije Mitglied der UEFA. Dieser Verband ist aber eigentlich kein ehemaliges Mitglied, da der heutige Fußballverband Serbiens, Fudbalski savez Srbije, bei der UEFA als unmittelbarer Nachfolger geführt und die vom jugoslawischen Verband bzw. dessen Vereinen errungenen Erfolge dem serbischen Verband zugerechnet werden (anders als beispielsweise bei der Sowjetunion und Russland). 1992 bis 1995 war der jugoslawische Verband infolge des Zerfallsprozesses Jugoslawiens, der Jugoslawienkriege und der deshalb verhängten Sanktionen der UN von der Teilnahme an Wettbewerben der UEFA ausgeschlossen. Ab 2003 hieß der Verband (analog zur Entwicklung des Staates) Fudbalski savez Srbije i Crne Gore. Nach dem Austritt Montenegros aus dem Staatenbund Serbien und Montenegro 2006 und der Gründung des montenegrinischen Fußballverbandes Fudbalski savez Crne Gore umfasst der Verband nur noch Serbien und heißt entsprechend Fudbalski savez Srbije.

### Mögliche Beitrittskandidaten
Grönland (Mannschaft der Kalaallit Arsaattartut Kattuffiat) ist bestrebt, Mitglied der UEFA zu werden. Bis dato scheiterten Bewerbungen daran, dass auf Grönland kein Naturrasenplatz existiert. Allerdings wurde 2006 der Passus gestrichen, der die Existenz eines Naturrasenplatzes erfordert.
Allerdings sehen die Statuten Ausnahmemöglichkeiten ausdrücklich vor. Artikel 5 Abs. 2 erlaubt es einem von der UNO anerkannten Staat außerhalb Europas, der UEFA beizutreten, wenn er nicht schon Mitglied eines anderen Kontinentalverbandes ist. Auf diesem Weg hat Israel seine Aufnahme in die UEFA erreicht, auch asiatische Nachfolgestaaten der Sowjetunion gehören so der UEFA an. Für die Verbände von Schottland, England, Nordirland, Wales, Gibraltar und die Färöer wurde Artikel 5 außer Kraft gesetzt (Artikel 69 Abs. 1). Der UEFA-Kongress hat die Möglichkeit, weitere Ausnahmen zuzulassen, falls ein entsprechender Antrag von mindestens zwei Drittel der Mitgliedsverbände unterstützt wird.
Der kurdische nationale Fußballverband (Kurdische Fußballauswahl) hat sein Interesse an einem UEFA-Beitritt bekundet, aber wenig Aussichten auf Erfolg: Zum einen ist die Autonome Region Kurdistan bisher nicht als Nation durch die UNO anerkannt, zum zweiten liegt das Staatsgebiet nicht in Europa. Damit sind beide Voraussetzungen für eine Mitgliedschaft nach Artikel 5 Abs. 1 der UEFA-Statuten nicht erfüllt.
Die Vatikanstadt hat zwar einen eigenen Verband (Federazione Vaticanese Giuoco Calcio), eine Fußball-Liga und eine eigene Nationalmannschaft, sieht aber von einem Beitritt zu FIFA und UEFA ab, da es kaum genügend Spieler mit vatikanischer Nationalität gibt, um regelmäßig an Turnieren teilnehmen zu können. Außerdem gibt es im gesamten Staatsgebiet keinen einzigen Fußballplatz.
Die Auswahl von Katalonien (Federació Catalana de Futbol) bestritt ihr erstes Länderspiel 1912. Bisher wurde die Aufnahme in die UEFA mit der Begründung, dass Katalonien ein integraler Bestandteil von Spanien sei, abgelehnt.
Monaco (Auswahl der Fédération Monégasque de Football) ist zwar mit einem Verein (AS Monaco) in der französischen Ligue 1 vertreten, jedoch (noch) kein UEFA-Mitglied.
Die Türkische Republik Nordzypern (Kıbrıs Türk Futbol Federasyonu) unterliegt einem Embargo, da sie sich einseitig von der Republik Zypern abgespalten hat.
Das Bailiwick of Jersey (Jersey Football Association) gab im Jahr 2015 bekannt, Mitglied der UEFA werden zu wollen. Im Jahr 2018 lehnten die Mitglieder der UEFA diesen Antrag ab. Wie Jersey ist auch der Bailiwick of Guernsey (Guernsey Football Association) und die Isle of Man (Isle of Man FA) britischer Kronbesitz und damit nicht Teil des Vereinigten Königreichs. Von diesen beiden Entitäten sind aber bisher keine Bemühungen bekannt, Teil der UEFA zu werden.
Der usbekische Fußballverband erhielt im Jahr 1992, ebenso wie die anderen 14 ehemaligen Sowjetrepubliken, eine Einladung vom UEFA-Präsidenten Lennart Johansson, der UEFA beizutreten. Der Verband zeigte Interesse daran, Teil der europäischen Fußballgemeinschaft zu werden. Allerdings scheiterte die usbekische Mitgliedschaft in der UEFA, da die anderen zentralasiatischen Staaten nicht mitzogen. Nachdem Kasachstan im Jahr 2002 der UEFA beitrat, intensivierten sich die Bemühungen in Usbekistan, ebenfalls Mitglied zu werden. Obwohl konkrete Schritte in diese Richtung unternommen wurden, blieb der Erfolg bislang aus, zuletzt im Jahr 2006. Auch von Seiten Tadschikistans (Tajikistan Football Federation) wurde 2011 für einen Beitritt Interesse bekundet.

## Wettbewerbe
Die UEFA ist Ausrichter zahlreicher Wettbewerbe, an denen die Nationalmannschaften oder Vereinsmannschaften ihrer Mitgliedsverbände teilnehmen. Zusätzlich organisiert die UEFA die Qualifikationsrunde der Europa-Zone für die Futsal- und Fußball-Weltmeisterschaft. Die Wettbewerbe im Einzelnen:

### Für Nationalmannschaften
- Fußball-Europameisterschaft[42]
- Fußball-Europameisterschaft der Frauen
- Nations League
- Nations League der Frauen
- U-21-Fußball-Europameisterschaft[43]
- U-19-Fußball-Europameisterschaft[44]
- U-19-Fußball-Europameisterschaft der Frauen[45]
- U-17-Fußball-Europameisterschaft[46]
- U-17-Fußball-Europameisterschaft der Frauen[47]
- Futsal-Europameisterschaft
- Futsal-Europameisterschaft der Frauen
- U-19-Futsal-Europameisterschaft
- UEFA Regions’ Cup (für Regionalauswahlen)

### Für Vereinsmannschaften
- UEFA Champions League (ehemals Europapokal der Landesmeister)
- UEFA Europa League (ehemals UEFA-Cup)
- UEFA Conference League (ab der Saison 2021/22)
- UEFA Super Cup
- UEFA Women’s Champions League (ehemals UEFA Women’s Cup)
- UEFA Women’s Europa Cup (ab der Saison 2025/26)
- UEFA Youth League
- UEFA Futsal Champions League

### Eingestellte Wettbewerbe
- UEFA Amateur Cup (Amateur-Europameisterschaft), 1967 bis 1978
- UEFA-CAF Meridian Cup, 1997 bis 2007
- Europapokal der Pokalsieger, 1960 bis 1999
- UEFA Intertoto Cup, 1995 bis 2008
- U-21-Futsal-Europameisterschaft, einmalig 2008

## WM-Teilnehmer
Liste der WM-Teilnehmer, die sich in der von der UEFA ausgerichteten Qualifikation für die Europazone für die Fußball-Weltmeisterschaft qualifizierten:
Männer
- 1930 – Belgien*, Frankreich*, Jugoslawien*, Rumänien*
- 1934 – Belgien, Deutsches Reich*, Frankreich, Italien*, Niederlande*, Österreich*, Rumänien, Schweden*, Schweiz*, Spanien*, Tschechoslowakei*, Ungarn*
- 1938 – Belgien, Deutsches Reich, Frankreich, Italien, Niederlande, Norwegen*, Polen*, Rumänien, Schweden, Schweiz, Tschechoslowakei, Ungarn (zudem war Österreich qualifiziert, aber nach dem Anschluss an das Deutsche Reich nicht mehr eigenständig)
- 1950 – England*, Italien, Jugoslawien, Schweden, Schweiz, Spanien
- 1954 – BR Deutschland*, England, Italien, Jugoslawien, Österreich, Schottland*, Schweiz, Tschechoslowakei, Türkei*, Ungarn
- 1958 – BR Deutschland, England, Frankreich, Jugoslawien, Nordirland*, Österreich, Schottland, Schweden, Sowjetunion*, Tschechoslowakei, Ungarn, Wales*
- 1962 – BR Deutschland, Bulgarien*, England, Italien, Jugoslawien, Schweiz, Sowjetunion, Spanien, Tschechoslowakei, Ungarn
- 1966 – BR Deutschland, Bulgarien, England, Frankreich, Italien, Portugal*, Schweiz, Sowjetunion, Spanien, Ungarn
- 1970 – Belgien, BR Deutschland, Bulgarien, England, Italien, Rumänien, Schweden, Sowjetunion, Tschechoslowakei
- 1974 – BR Deutschland, Bulgarien, DDR*, Italien, Jugoslawien, Niederlande, Polen, Schottland, Schweden
- 1978 – BR Deutschland, Frankreich, Italien, Niederlande, Österreich, Polen, Schottland, Schweden, Spanien, Ungarn
- 1982 – Belgien, BR Deutschland, England, Frankreich, Italien, Jugoslawien, Nordirland, Österreich, Polen, Schottland, Sowjetunion, Spanien, Tschechoslowakei, Ungarn
- 1986 – Belgien, BR Deutschland, Bulgarien, Dänemark*, England, Frankreich, Italien, Nordirland, Polen, Portugal, Schottland, Sowjetunion, Spanien, Ungarn
- 1990 – Belgien, BR Deutschland, England, Irland*, Italien, Jugoslawien, Niederlande, Österreich, Rumänien, Schottland, Schweden, Spanien, Tschechoslowakei
- 1994 – Belgien, Bulgarien, Deutschland, Griechenland*, Irland, Italien, Niederlande, Norwegen, Rumänien, Russland*, Schweden, Schweiz, Spanien
- 1998 – Belgien, BR Jugoslawien*, Bulgarien, Dänemark, Deutschland, England, Frankreich, Italien, Kroatien*, Niederlande, Norwegen, Österreich, Rumänien, Schottland, Spanien
- 2002 – Belgien, Dänemark, Deutschland, England, Frankreich, Irland, Italien, Kroatien, Polen, Portugal, Russland, Schweden, Slowenien*, Spanien, Türkei
- 2006 – Deutschland, England, Frankreich, Italien, Kroatien, Niederlande, Polen, Portugal, Schweden, Schweiz, Serbien & Montenegro*, Spanien, Tschechien*, Ukraine*
- 2010 – Dänemark, Deutschland, England, Frankreich, Griechenland, Italien, Niederlande, Portugal, Schweiz, Serbien*, Slowakei*, Slowenien, Spanien
- 2014 – Belgien, Bosnien-Herzegowina*, Deutschland, England, Frankreich, Griechenland, Italien, Kroatien, Niederlande, Portugal, Russland, Schweiz, Spanien
- 2018 – Belgien, Dänemark, Deutschland, England, Frankreich, Island*, Kroatien, Polen, Portugal, Russland, Schweden, Schweiz, Serbien, Spanien
- 2022 – Belgien, Dänemark, Deutschland, England, Frankreich, Kroatien, Niederlande, Polen, Portugal, Schweiz, Serbien, Spanien

Frauen
- 1991 – Dänemark*, Deutschland*, Italien*, Norwegen*, Schweden*

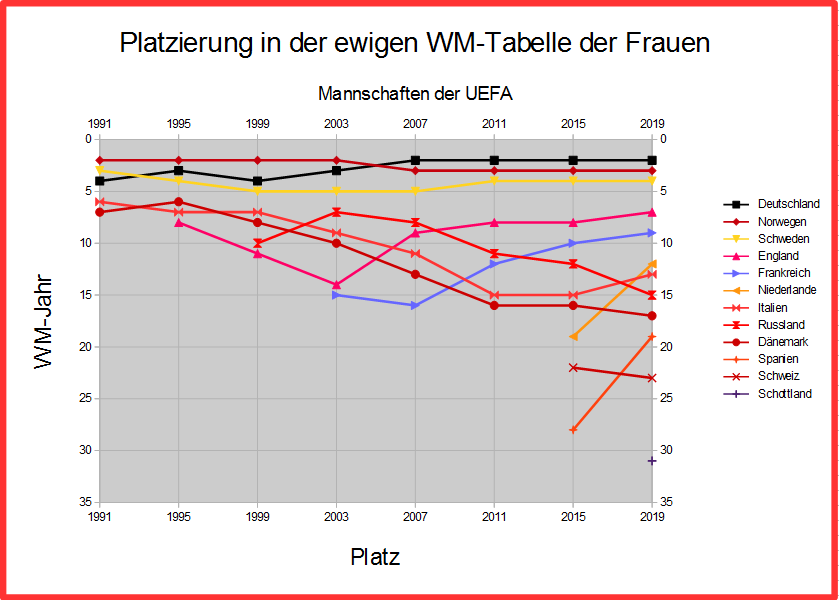
Platzierung der UEFA-Mannschaften in der ewigen WM-Tabelle der Frauen

- 1995 – Dänemark, Deutschland, England*, Norwegen, Schweden
- 1999 – Dänemark, Deutschland, Italien, Norwegen, Russland*, Schweden
- 2003 – Deutschland, Frankreich*, Norwegen, Russland, Schweden
- 2007 – Dänemark, Deutschland, England, Norwegen, Schweden
- 2011 – Deutschland, England, Frankreich, Norwegen, Schweden
- 2015 – Deutschland, England, Frankreich, Niederlande*, Norwegen, Schweden, Schweiz*, Spanien*
- 2019 – Deutschland, England, Frankreich, Italien, Niederlande, Norwegen, Schottland*, Schweden, Spanien
- 2023 – Dänemark, Deutschland, England, Frankreich, Irland*, Italien, Niederlande, Norwegen, Portugal*, Schweden, Schweiz, Spanien

Anmerkungen: fett = Weltmeister, kursiv = Gastgeber, * = Erstteilnehmer

## Benefizspiele
Die UEFA veranstaltete im Rahmen der World XI in unregelmäßigen Abständen Benefizspiele mit der Europäischen Fußballauswahl, gegen die bereits öfter die Fußballweltauswahl angetreten ist, zuletzt 2005 und 2007.